# Hammerfinger

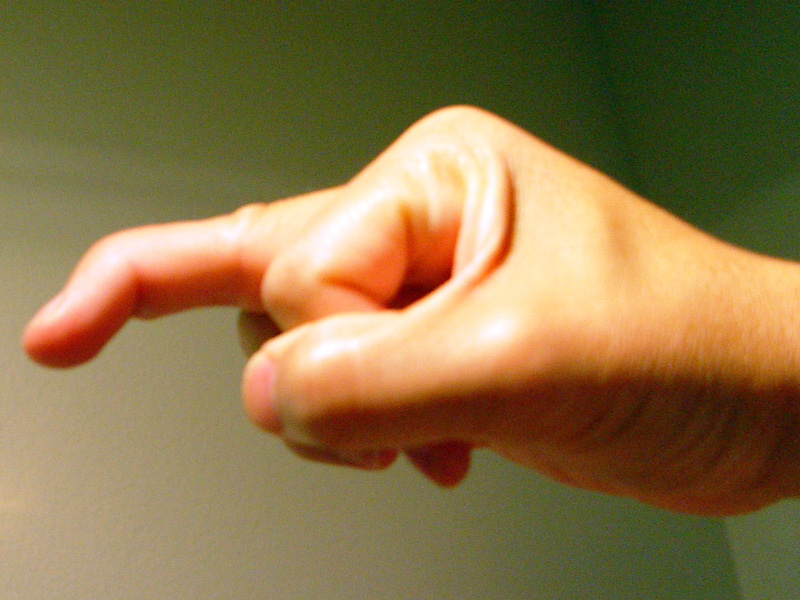

Als Hammerfinger wird die andauernde Beugestellung des Endgelenkes eines Fingers bezeichnet. Die Ursache dieses Phänomens kann sowohl angeboren (bei einigen Formen der Kamptodaktylie) als auch erworben sein (z. B. als Sportverletzung, „Baseball finger“). Bei der erworbenen Form kommt es nach Ausriss der Strecksehne des distalen Fingergliedes zu einer Basisverdickung und dadurch Dauerbeugestellung dieses Teils des Fingers. In der großen Mehrzahl der Fälle braucht ein Hammerfinger nicht operiert zu werden. In vielen Fällen (es gibt Ausnahmen) ist es möglich, ein gutes Resultat durch konsequente Ruhigstellung (6–8 Wochen) mit einer Stackschen Schiene zu erreichen.